# 盛丕华

盛丕华

盛丕华（1882年—1961年），男，浙江镇海人，中國实业家，中華人民共和國成立后上海市首任副市长。

## 生平
盛丕華1882年3月29日出生于浙江省镇海县（现镇海区）骆驼桥一小店员家庭，家境贫寒。
曾历任上海物品证券交易所理事、证券部常务理事，中一银行董事，上海总商会会董，上元企业公司经理，红棉酒家董事长等职。抗日战争期间，积极支持上海的抗日救亡运动。抗日战争胜利后，参与发起成立中国民主建国会（简称“民建”）。第二次国共内战期间，上海各界代表组织赴南京向国民政府请愿，盛丕华是代表之一。1946年始，任民建常务理事。1949年被选举为第一届全国政协常务委员。
中華人民共和國成立后，盛丕华曾先后担任政务院财经委员会委员，华东军政委员会委员、副主席，上海市人民政府副市长，全国工商联副主任委员，全国人大代表，第一、二、三届全国政协常务委员。1952年10月，盛丕华当选为民建总会副主任委员。1955年4月、1960年2月，盛丕华先后分别当选为民建第一、二届中央副主任委员。1961年2月8日下午在上海病逝，享年79岁。